# 林樹基
林樹基醫生（1917年9月29日—1995年6月19日）曾就讀民生書院及培正中學，二次世界大戰前曾到上海升學，七七事變後返港，就讀於香港大學，獲醫學士學位，抗戰期間，回國服務於曲江河西醫院。
和平後林醫生回港，任職於香港瑪麗醫院及廣華醫院，五十年代懸壺濟世，備受病者及家屬愛戴。
一九五二年，林醫生被香港浸聯會推舉策劃成立醫務部，一九六一年正式任醫療所義務主任，一九六四年被選為香港浸聯會福利部主席，及醫務部主席、副主席要職，直至一九六三年，浸信會醫院工程竣工，醫生厥功甚偉。一九七三年初，艾堅士院長任滿返美，林醫生被董事會推舉為義務院長，在任內努力策劃改革，使浸信會醫院為香港最負盛名之基督教醫院。
林醫生擔任浸信會醫院義務院長達十五年，於一九八八年退休，一九九三年被浸會醫務部推舉為董事會主席。
林醫生除在醫學界工作外，更熱心服務教會及教育事業，除在九龍城浸會及民生書院校董會擔任要職外，更多次回故鄉，創辦金坑中學、金新小學及金坑基督教堂。林醫生對書法及國畫造詣甚深，曾出版 [蘭集] 畫冊。